# Cavarzere
Cavarzere és un municipi italià, dins de la ciutat metropolitana de Venècia. L'any 2007 tenia 15.123 habitants. Limita amb els municipis d'Adria (RO), Agna (PD), Anguillara Veneta (PD), Chioggia, Cona, Loreo (RO), Pettorazza Grimani (RO) i San Martino di Venezze (RO).

## Administració
| Període | Identitat            | Partit      |
| ------- | -------------------- | ----------- |
| 2007-   | Pier Luigi Parisotto | Centredreta |